# Ochotrichobolus polysporus
Ochotrichobolus polysporus är en svampart som beskrevs av Kimbr. & Korf 1983. Ochotrichobolus polysporus ingår i släktet Ochotrichobolus, ordningen skålsvampar, klassen Pezizomycetes, divisionen sporsäcksvampar och riket svampar.   Inga underarter finns listade i Catalogue of Life.